# Годунов, Михаил Васильевич
Годуно́в Михаи́л Васи́льевич по прозванию Толсты́й († около 1566) — воевода на службе Великого князя и царя Ивана Васильевича Грозного, старший сын Василия Дмитриевича Годунова.

## Биография
В 1547 году — 2-й воевода в Серпухове.
В 1548 году — «с Петрова дни» оставлен на год 2-м воеводой в Васильсурске.
В 1554 году — писец, межевал в Старой Рязани земли помещиков Шидловских.
1562 год — пристав в Смоленске у хана Шейх-Али.
1563 год — в походе «у знамени».
1564—1565 годы — служил в Смоленске 4-м воеводой.
1565 год — стал поручителем за Ивана Петровича Яковлева, родственника царя Ивана Грозного, в верности и в том, что Яковлев не выедет из России.
В 1566 году подписался в числе других поручителей за князя Михаила Ивановича Воротынского, также в верности.
1566 год — подписался в ответной грамоте послам Польского короля об отказе в перемирии и о продолжении войны.

## Дети
- Иван Михайлович Годунов
- Иван Язка Михайлович Годунов
- Федор Михайлович Годунов-Мигун
- Яков Михайлович Годунов
- Константин Михайлович Годунов
- Матвей Михайлович Годунов
- Иван Михайлович Годунов-Меньшой